# Посмертный брак
Посмертный брак — это брачный союз, заключающийся после смерти одного из его участников. Узаконен во Франции и некоторых других странах. Схожие разновидности брака практикуются в Судане и Китае. Со времён Первой мировой войны во Франции ежегодно поступали десятки запросов на посмертный брак и многие были приняты.

## Франция

### История
Во время Первой мировой войны несколько женщин вышли замуж по доверенности за солдат, которые погибли несколькими неделями ранее. Подобная практика стала называться посмертным браком. Для гражданских лиц такой брак стал возможен в 1950-х годах, когда в городе Фрежюс во Франции прорвало дамбу, в результате чего погибло 400 человек, среди которых был мужчина по имени Андрэ Капра, помолвленный с Ирэн Жодарт. Последняя умоляла французского президента Шарля Де Голля позволить ей оформить замужество, несмотря на то, что её жених скончался. У женщины была поддержка со стороны СМИ, и через несколько месяцев она получила разрешение на оформление брака. Французский закон о посмертном браке, вероятно, стал неизбежным продолжением французской традиции заключения браков по доверенности.

### Законодательство
По прошествии нескольких месяцев после трагедии на плотине во Фрежюсе, парламент Франции подготовил законопроект, разрешающий посмертные браки. С того времени сотни вдов формально подают заявления на так называемое посмертное супружество. Такие браки были легализованы во Франции по Статье 171 Гражданского Кодекса, которая гласит, что «Президент Республики может по уважительным причинам санкционировать церемонию бракосочетания в случае, если один из повенчанных умер, после выполнения необходимых формальностей, обозначающих его однозначное согласие. В данном случае брак регистрируется задним числом на дату до смерти супруга. Однако данный брак не влечет за собой право наследования при отсутствии завещания в пользу живущего супруга и предполагает отсутствие какой-либо общей собственности супругов».

### Процедура
Во Франции любой желающий может получить право на посмертный брак. Для этого нужно подать заявление на имя президента Франции, который затем отправляет его министру юстиции, который, в свою очередь, направляет его прокурору той области, в которой проживает подавший заявление обручённый. Если пара изначально собиралась жениться и семья покойного дает согласие, прокурор возвращает заявление обратно президенту. По статистике, в среднем одному из четырёх заявителей на посмертный брак отказывают.
Примерами подтверждения подлинности намерения являются вывешенное на стенах здания местного суда или органа ЗАГС официальное оглашение предстоящего бракосочетания или письменное разрешение от командира военнослужащего.
Заявление также может включать уважительные причины, такие как рождение ребёнка или смерть невесты.
Сами по себе беременность и письмо с обещанием жениться недостаточны, отчасти потому, что являются незаконченными.
Брак регистрируется задним числом на дату, до которой жених или невеста погибли. Даже если они были помолвлены и вывесили соглашение о предстоящем бракосочетании, посмертный брак не всегда случается, отчасти потому, что любая, даже живущая пара, может передумать в последнюю минуту. Посмертный брак может быть сорван также доверенным лицом.
Задача судьи заключается лишь в том, чтобы документы были заполнены надлежащим образом. Судья не вправе проверять документы на соответствие фактическим обстоятельствам.

### Рассмотрение заявления
Согласно Статье 171 Гражданского Кодекса, требуется, чтобы заявитель указал уважительные причины на посмертный брак. Президент Республики тщательно изучает обстоятельства смерти.

### Церемония посмертного бракосочетания во Франции
Во Франции зачастую женщина стоит рядом с фотографией покойного жениха во время церемонии. Церемониймейстер произносит фразу «…пока смерть не разлучила вас» не в будущем времени, а в прошедшем. Мэр, организующий церемонию, зачитывает президентский указ вместо супружеского обета со стороны покойного. Живущий жених или невеста обычно не надевают кольцо на палец покойника.

### Причины, по которым создаётся посмертный брак
Основной причиной посмертных браков является узаконивание детей беременной невесты.
Также такой брак заключается по эмоциональным причинам. Посмертные супруги обычно предпочитают молчать о своей женитьбе. Однако женщина по имени Кристель Димичел написала письмо в Нью-Йорк Таймс с просьбой о том, чтобы весь мир узнал, что у людей есть выбор жениться на своих потерянных возлюбленных. Димичел описывала брак как замечательный и заявила, что «он прошёл в надлежащем духе церемонии бракосочетания».

### Наследование имущества
Закон не позволяет живущему супругу получить в наследство деньги или имущество. Считается, что между супругами не существует никакой общей собственности.

### Последствия посмертных браков
После заключения посмертного брака живущий супруг автоматически становится вдовцом или вдовой. Такой брак делает возможным для живого супруга получение морального и эмоционального удовлетворения вследствие официального вхождения в состав семьи покойного супруга.
Статья 171 Гражданского кодекса Франции подчёркивает, что обычные финансовые аспекты брака, такие как ликвидация супружеского режима собственности или наследование имущества без завещания, неприменимы к посмертному браку. Однако вдова может получать пенсию по потере кормильца и претендовать на страховую выплату за вдовство. Посмертный брак может стать препятствием для заключения другого законного брака.

## Другие страны

### США
10 марта 1987 года Исаак Вогиньяк из Майами умер от сердечного приступа, не успев жениться на своей невесте. Две недели спустя окружной судья Джордж Орр приказал секретарю суда подписать свидетельство о браке на имя Вогиньяка.
В 2009 году церемония посмертного бракосочетания прошла в городе Баталия в штате Иллинойс для Энни Хопкинс, умершей в результате болезни Верднига-Хоффмана. Энни Хопкинс говорила, что она предпочитает свадьбу похоронам. Церемония бракосочетания была открытым мероприятием для общественности и послужила одновременно акцией по сбору средств для Фонда Поощрительных Стипендий имени Энни Хопкинс (названный в честь неё). Поскольку на церемонии не было явного жениха, церемония скорее подразумевалась как похороны на свадебную тему, нежели как посмертный брак.

### Южная Корея
В декабре 1983 года Мун Хын Джин, второй сын Мун Сон Мёна и Хан Хакча (основателей Церкви объединения), попал в ДТП в Нью-Йорке и скончался 2 января. Смерть Муна произошла прямо перед запланированным браком по договоренности с балериной Джулией Мун, дочерью переводчика Муна Пака Похи. Согласно учению Движения объединения, только женатой чете позволено войти в высшие уровни рая. Родители Муна совершили посмертную церемонию бракосочетания 20 февраля 1984 года.
В 1982 году невеста Ким Дук Ку, корейского боксёра, умершего после травм, полученных на ринге, провела посмертную свадьбу во время похорон, устроенных в спортзале Кима. Невеста Кима Ли Ён Ми была на четвёртом месяце беременности первенцем от Кима и в момент, когда он находился в реанимации, захотела выйти замуж за него, чтобы утешить боксёра. Ли Ён Ми сказала прессе, что она готова хранить обет безбрачия всю оставшуюся жизнь, которую она посвящает воспитанию ребёнка. В Корее данный случай является обычным явлением — жениться на духе жениха, умершего перед запланированной свадьбой. Живущий супруг или супруга могут хранить обет безбрачия всю оставшуюся жизнь, но данная традиция в настоящее время не является узаконенной.

### Германия
В «Дневнике Анны Франк» одним из персонажей является Фриц Пфеффер (под псевдонимом Альберт Дассель). В 1930-х годах Пфеффер встретил Шарлотту Калетту. Пфеффер и Калетта въехали в один дом вместе, но им было отказано в браке согласно Нюрнбергским расовым законам от 1935 года, запрещающим браки между евреями и не евреями. Шарлотта вышла замуж за Пфеффера посмертно в 1950 году с обратной датой, приходящейся на 31 мая 1937 года.

### ЮАР
В 2004 году в ЮАР мужчина застрелил свою невесту, а затем себя во время ссоры. Позже они «поженились», поскольку родные и друзья пожелали, чтобы они запомнились как счастливая пара, а их семьи породнились. В африканской культуре смерть воспринимается как отделение души от тела.

## Призрачный брак
В Китае существует редкая традиция под названием «призрачный брак» или «брак для духов» (冥婚 mínghūn).

### Преимущественное положение вдовцов по сравнению с положением вдов
Когда умирает жених, женщина, для того, чтобы она участвовала в призрачном браке, должна справить похороны жениха, включающие траурные процедуры, дать обет безбрачия и немедленно приступить к обязанностям снохи в доме супруга. Но мужчина не обязан всё это делать, хотя в записях нигде об этом не упоминается.

### Причины, по которым устраиваются китайские призрачные браки
В китайской культуре считается позором быть родителями незамужней девушки, и такие девушки избегают общества. Для мужчин призрачные браки зачастую заключаются ради отпрысков. Более того, призрачные браки позволяют мужчине продолжить род. Супруга умершего может усыновить ребёнка, который продолжит его род. Другой причиной для создания призрачного брака, устроенного для мужчины, является откровения во время снов и спиритических сеансов, где мужские духи проявляют желание жениться. По китайской традиции младшим братьям нельзя жениться раньше старших, так что иногда китайские призрачные браки заключаются для соблюдения этого правила.

### Подготовка к церемонии призрачного брака
Иногда семья умершего использует священника в качестве свата. В следующий раз, когда они придут к свату, они оставят красный конверт с подарком в надежде, что невеста для умершего сама объявится.

### Церемония призрачного брака
Призрачные браки сочетают свадьбу и похороны. Семьи суженых обмениваются подарками в различных эквивалентах, включая торты, платья и деньги.
Для представления публике умершего используются бамбуковые объемные фигуры с изображением покойного. Они обычно одеты в свадебный наряд, впоследствии их зачастую кремируют. Большинство свадебных обрядов проводятся по тем же традициям, что и традиционные свадьбы.

### Призрачные браки в Судане
В Судане существует традиция, когда брат умершего замещает его на свадьбе, а все его дети впоследствии будут считаться детьми умершего брата. Женщина выходит замуж, чтобы продолжить род покойного супруга. Женщина также может выходить замуж за покойного жениха, чтобы не потерять имущество.

## У мормонов
Церковь Иисуса Христа Святых последних дней (ЦИХ СПД) верит, что надлежащей властью браки могут быть заключены «на веки вечные», нежели чем «пока смерть не разлучит». По их вероучению, Иисус дал данную власть апостолу Петру, например, в Матф.16:19 он говорит: «И дам я тебе ключи от Царства Небесного: и что связано на земле, будет связано на небесах, что потеряно на земле — потеряно на небесах». Следовательно, данная практика относится к таинству или небесному браку. Таинство может также устраиваться как для покойного, так и для живущего. Посмертные таинства могут исполняться для живущего и покойного суженых (в присутствии живущего члена церкви, выступающего по доверенности покойного), или, как в более распространенном случае, между покойными (в присутствии мужчины и женщины, выступающих от их имени по доверенности). В любом из случаев пара должна быть женатой при жизни. Таким образом, данная практика, в отличие от посмертного брака, рассматривается как посмертная церемония укрепления супружеских уз.
В современной практике покойный мужчина может быть посвящён в таинство со всеми женщинами, на которых он был женат при жизни, в присутствии доверенных лиц. Недавние изменения в политике церкви показывают, что женщине тоже позволено быть посвящённой в таинство с несколькими мужчинами, но при условии, что и муж, и жена умерли. Таинство также проводится и для разведённых при жизни покойных супругов. Данное таинство схоже с практикой церкви крестить мёртвых, хотя она все ещё подвергается критике.
Доктрина церкви остается неопределённой касательно того, кто на ком должен «жениться навечно» в случае множества мужей или жен. Однако, несмотря на то, сколько раз человек был посвящён в таинство (был женат на веки вечные), лишь один брак будет зарегистрирован в духовном мире. Хотя церковь не может объяснить возможность существования полигамных браков в потустороннем мире. Есть также вероятность того, что многократные таинства являются узаконенными в духовном мире. По их поверью, таинства по доверенности, как и крещение по доверенности в Церкви, предлагается только для умерших людей, соответственно, лишь покойный человек может принять таинство так, чтобы оно возымело действие. Так, мужчина может принять таинство с более чем одной женщиной при жизни, а женщина может принять таинство с несколькими мужчинами лишь после того, как он и её мужья умрут. Политика посвящения в таинство женщины с несколькими мужчинами относительно нова и не разъясняется церковью. Живущий ныне человек тоже может принять участие в таинстве с супругом, с которым при жизни был женат в зарегистрированном браке, при этом доверенное лицо покойного должно быть того же пола, что и сам покойный. ЦИХ СПД выступает против однополых браков и не устраивает их ни для живых, ни для мертвых людей.

## Левират
Левират — это традиция, относящаяся к посмертным бракам или призрачным бракам. В левирате брат умершего обязан жениться на вдове покойного брата.

### Причины, по которым заключается левират
Иногда левират заключается с целью оказания поддержки вдове и её детям. В некоторых случаях он рассматривается как лишение свободы женщины. Бывает так, что левират исполняется для бездетного покойного с целью продолжения рода. Во Второзаконии 25: 5-6 Тора санкционирует левират, известный под названием йибум, для мужчины, чей женатый брат умер до рождения ребёнка. Когда левират не требуется (например, если у умершего брата уже имелся ребёнок), левират запрещён.

## Посмертные браки в художественной литературе и кино
В романе Лизы Си «Влюбленная Пиони» (2007) действие происходит в Китае XVII века, где главная героиня, Пиони, подростком умирает, а позже выходит замуж в призрачном браке за поэта, в которого она влюбилась ещё при жизни.
Во втором сезоне 16-й серии сериала «Кости» женщину убили, а её кости были проданы для призрачного брака Миньхун.
В последнем сезоне сериала «Бесследно» в эпизоде под названием «Посвящение» показывают девушку, которую похитили, убили и выдали замуж в призрачном браке родители-китайцы её покойного бывшего парня.
В пятом сезоне 13-й серии телесериала «4исла» китаянок убивают, а их тела закапывают поверх гробов неженатых китайцев. Невесты были подобраны родителями умерших мужчин. Перед убийствами были проведены короткие традиционные свадьбы, чтобы их покойные сыновья могли жениться в духовном мире. Сценаристы в эпилоге разъяснили, что настоящая традиция не включает убийство и что оно является выдумкой.
В романе Элизабет Маккракен «Дом великана» библиотекарь по имени Пегги Корт встречает одиннадцатилетнего мальчика Джеймса Свитта, страдающего редкой болезнью «гигантизм». У Корт развиваются чувства к Свитту, и после его смерти она зачинает ребёнка от его отца, но заявляет, что это ребёнок мальчика, объявляя себя первой в истории Посмертной Невестой.
В фильме «Труп невесты» парень случайно женится на умершей девушке. Когда он соглашается не расторгать брак с умершей, ему говорят, что он должен принять яд и умереть, поскольку брачный обет гласит «пока смерть не разлучит», а смерть уже разлучила живущего мужа и умершую жену. Хотя он соглашается выпить яд и умереть, вдруг внезапно решается, что ему лучше жениться на живой (с которой он ранее был помолвлен) и оставаться живым до естественной смерти. Покойная женщина затем превращается в стаю бабочек, улетающих в темноту.
Обычай призрачного брака описывается в одном из эпизодов сериала «Чёрный список» (20 серия 2 сезона).